# Gouqi jiu
Gouqi jiu (xinès simplificat: 枸杞酒, pinyin: Gǒuqǐ Jiǔ, literalment 'licor de cambronera') és una beguda alcohòlica xinesa feta de baies de Lycium barbarum (gouqi en xinès), ingredient de la Medicina xinesa tradicional. La primera menció escrita data de la dinastia Han.
Hi ha tres tipus de gouqi jiu: Baijiu (destil·lat), Huangjiu (fermentat), i altres fetes de Lycium barbarum a més d'una cervesa de Lycium barbarum.